# Port lotniczy Grand Central
Port lotniczy Grand Central (IATA: GCJ, ICAO: FAGC) – port lotniczy położony w Midrand, w Gautengu, w Republice Południowej Afryki.